# Pazo de Cadaval
El Pazo de Cadaval-Urzaiz está situado en Nigrán, provincia de Pontevedra (Galicia, España).
Es Bien de Interés Cultural, con categoría de Monumento.

## Descripción
Ya en el siglo XIV existía esta construcción que en diversas partes de la casa presenta escudos y blasones de los Cadaval, Figueroa, Ozores, Montenegro, Ceta, Correa y Urzaiz.
Conforman el edificio una crujía alargada (la parte más antigua del Pazo) que se une por el costado derecho al cuerpo principal, con planta de tres cuerpos, uno central y dos que se adelantan, situándose entre ellos la escalinata principal exenta, construida en 1688, así como la balconada que, bifurcándose ante la puerta de entrada, recorre todo el frente del pazo. 
A esta fachada principal se une también por su costado derecho una torre de cantería rematada por almenas, de principios del siglo XIX, aún que reconstruida basándose en los antiguos dibujos en los que aparece la casa con la torre.
Integran también el conjunto:
- Torreón circular, rematado por almenas, que cumplía posiblemente las funciones de torre-vigía.
- Cruceiro.
- Muralla, rodeando el recinto, en la cual se abren dos portones, uno de acceso al patio de honor ante la fachada principal con un blasón con las armas de los Urzaiz sobre el dintel.
- La Capilla, posiblemente anterior a 1655. No ocupa su lugar original. De planta rectangular y pequeño tamaño está ejecutada en perpiaño. En su frontispicio se abre un arco de medio punto e una pequeña ventana cuadrangular, rodeados ambos por una moldura plana y lisa. Enmarcan la fachada dos pilastras enfrentadas rematadas por pináculos piramidales.

Cabe destacar en la Capilla como bienes muebles:
- Pequeño Retablo de factura moderna de finales del siglo XIX o principios del XX, policromado en blanco con remates dorados, dedicado a la Virgen del Carmen.
- Tallas barrocas policromadas de muy buena factura: la Virgen del Carmen, San José con el Niño, San Antonio y dos santos más sin identificar.

El conjunto ajardinado está formado por cuatro recintos entre los que sobresale el jardín sur, tanto por su mayor extensión como por su antigüedad (mediados del siglo XIX), así como por la originalidad de su traza.
Actualmente el pazo es utilizado por el Grupo Don Pepe para la realización de eventos como bodas, mítines, etc.

## Fuente
- Este artículo incluye contenido derivado de una disposición relativa al proceso de protección, incoación o declaración de un bien cultural o natural publicada en el BOE n.º 116 el 16 de mayo de 2006 (texto), el cual está libre de restricciones conocidas en virtud del derecho de autor de conformidad con lo dispuesto en el artículo 13 de la Ley de Propiedad Intelectual española.

- Datos: Q9057186
- Multimedia: Pazo de Cadaval / Q9057186